# Kertész Mihály

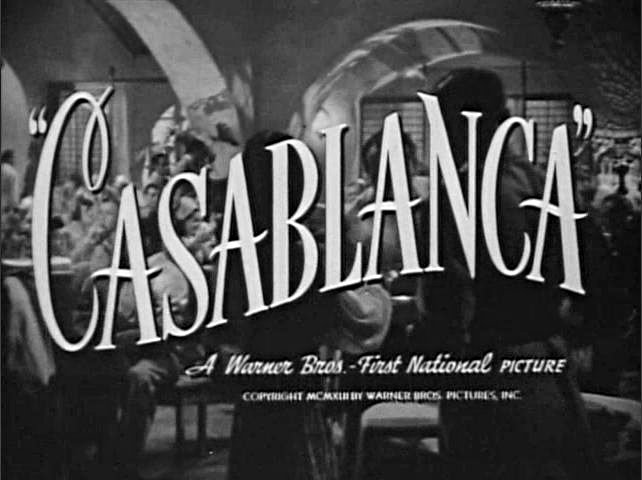
A Casablanca film kezdőképe

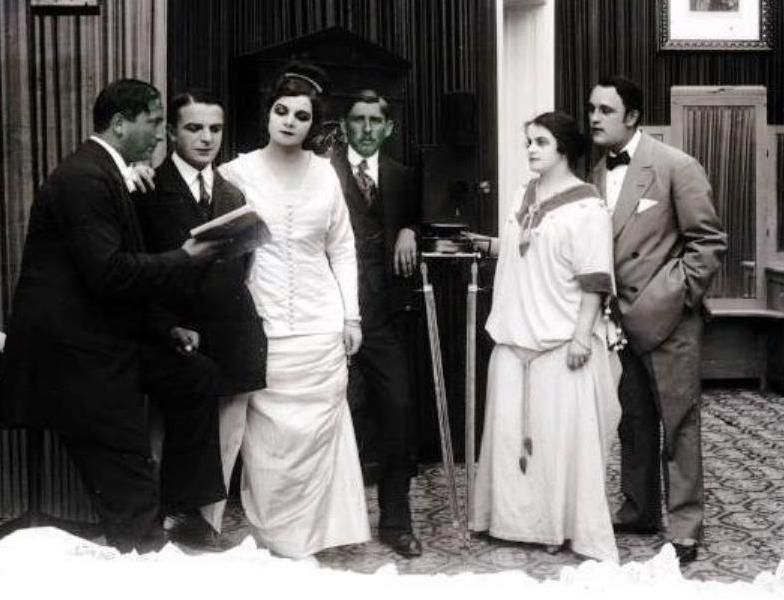
A Leányfurfang forgatásán. Balról: Kertész Mihály, Mészáros Alajos, Berky Lili, Bécsi József operatőr, Berky Kató és Ihász Aladár

Kertész Mihály (Michael Curtiz), 1905-ig Kaminer Manó (Budapest, 1886. december 25. – Hollywood, 1962. április 10.) Oscar-díjas magyar–amerikai filmrendező. A Casablanca film rendezéséért kapta meg az Oscar-díj a legjobb rendezőnek elismerést.
A filmtörténet hajnalán még színészként az elsők között kezdett a némafilmezéssel foglalkozni Dániában. A Nordisk cégnél 1912-ben forgatott Utolsó bohém volt az első rendezése. Kolozsváron a Proja filmgyárban, majd a Kinoriportnak, a Phönix cégnek és Berlinben az UFA-gyárnak is dolgozott. 1926-ban az Amerikai Egyesült Államokba emigrált. 1927-ben lett a Warner Bros. állandó munkatársa. Hollywoodi karrierje során több mint 100 filmet készített.

## Élete
Budapesten a Gyár utca 12. szám alatt született 1886. december 25-én este 9 órakor Kaminer Manó néven zsidó családba, Kaminer Ignác (Izsák) delatyini (Galícia) születésű szobafestő és a nagyváradi születésű Nott Gold (Nathan Aranka) gyermekeként. 17 éves (1903) korában elszökött otthonról egy cirkusszal, majd színésznek tanult. 1905-ben vezetéknevét Kertészre változtatta. A Színiakadémián 1906-ban szerzett diplomát. Pécsen, majd Szegeden is dolgozott. Első filmjét 1912-ben készítette. A következő évben tanulmányútra utazott Dániába az akkor virágzó Nordisk cég stúdiójába. Itt asszisztensként és rendezőként dolgozott, de ő játszotta a főszerepet is az Atlantis című filmben. 1914-ben tért vissza Magyarországra, ahol Janovics Jenő filmgyárában dolgozott. Az első világháborúban magyar katonaként szolgált, majd az 1919-es Tanácsköztársaság idején szerepet vállalt Kun Béláék Művészeti Bizottságában és Színészvizsgáló zsűrijében, fellépett propagandaműsorokban és a kommün mellett agitáló filmet készített, vállalta a május elseji ünnepségekről szóló híradófelvételek legfőbb felügyeletét. A Tanácsköztársaság leverését követően Ausztriába távozott. Az Ausztriában és Németországban készített filmjei közül leghíresebb a Szodoma és Gomora (1922).
1926-ban Kertész az Amerikai Egyesült Államokba emigrált és Michael Curtizre angolosította nevét. Hosszú hollywoodi karrierje során több mint 100 filmet készített.

## Rendezései

### Magyar filmek
Teljes terjedelmében egyik Magyarországon forgatott filmje sem maradt fenn. Az 1914-ben készült, A tolonc című például 2008 márciusában Amerikában egy pincéből került elő. Ezt a filmet a korabeli lapok a legelső jó magyar filmnek nevezték. A némafilm Tóth Ede 1876-os népszínművének alapján készült. A forgatás javarészt Kolozsváron Janovics Jenő stúdiójában zajlott, de Torockón, a Tordai-hasadéknál és az Aranyos partján is készültek felvételek. A bécsi bemutatóra 1915 februárjában, a budapestire 1915. március 1-jén (Apolló, Tivoli), a kolozsvárira pedig – a Színkör-mozgóban – 20-án került sor. A főszerepekben Jászai Mari – akiről ez az egy mozgókép maradt fenn, és Várkonyi Mihály – aki később Victor Varconi néven Hollywoodban híressé vált – látható.
- Az utolsó bohém, 1912
- Ma és holnap, 1912
- Az ezüst kecske, 1912 (rövidfilm)
- Krausz doktor a vérpadon, 1913
- Házasodik az uram, 1913
- Rablélek, 1913
- A hercegnő pongyolában, 1914
- Az aranyásó, 1914
- Bánk bán, 1914
- Az éjszaka rabjai, 1914
- A kölcsönkért csecsemők, 1914
- A tolonc, 1914
- Akit ketten szeretnek, 1915
- Doktor úr, 1916
- Az ezüst kecske, 1916
- Farkas, 1916
- A fekete szivárvány, 1916
- A karthausi, 1916
- A magyar föld ereje, 1916
- Makkhetes, 1916
- Az ezredes, 1917
- Árendás zsidó, 1917
- A béke útja, 1917
- A Föld embere, 1917
- Halálcsengő, 1917
- Egy krajcár története, 1917
- A kuruzsló, 1917
- A Senki fia, 1917
- A szentjóbi erdő titka, 1917
- Tatárjárás, 1917
- Tavasz a télben, 1917
- A Vörös Sámson, 1917
- Zoárd mester, 1917
- Az utolsó hajnal, 1917
- Varázskeringő, 1918
- A víg özvegy, 1918
- A Skorpió I., 1918
- Alraune, 1918
- A csúnya fiú, 1918
- Júdás, 1918
- 99, 1918
- Lu, a kokott, 1918
- Lulu, 1918
- A napraforgós hölgy, 1918
- Az ördög, 1918
- Liliom, 1919
- Jön az öcsém, 1919

### Osztrák és német filmek
- Az arany pillangó (Der goldene Schmetterling), 1926
- Babka tábornok (General Babka), 1924
- Boccaccio, 1920
- Damaszkusz csillaga (Der Stern von Damaskus), 1920
- Dorothy asszony vallomása (Frau Dorothys Bekenntnis), 1921
- A fekete kesztyűs hölgy (Die Dame mit dem schwarzen Handschuh), 1919
- Harun al Rasid, 1924
- A horror labirintusa (Labyrinth des Grauens), 1921
- Az ifjú Medardus (Der junge Medardus), 1923
- Játszma az életért (Ein Spiel ums Leben), 1924
- A lavina (Die Lawine), 1923
- Miss Tutti-Frutti, 1921
- Névtelen (Namenlos), 1923
- A párizsi baba / Párizsi játékszer (Das Spielzeug von Paris), 1925
- A rabszolgakirálynő (Die Sklavenkönigin), 1924
- Satanella hercegnő (Herzogin Satanella), 1921
- Szodoma és Gomorra (Sodom und Gomorrha), 1922
- A 13-as fiáker (Fiaker Nr. 13.), 1926

### Hollywoodi filmek
- The Third Degree, 1926
- A Million Bid, 1927
- The Desired Woman, 1927
- Noahs Arche, 1929
- Hearts in Exile, 1929
- Mammy, 1930
- The Matrimonial Bed, 1930
- Bright Lights, 1930
- River's End, 1930
- The Mad Genius, 1931
- The Woman from Monte Carlo, 1932
- Doctor X, 1932
- The Cabin in the Cotton, 1932
- 20.000 Years in Sing Sing, 1932
- A panoptikum rejtélye (Mystery of the Wax Museum), 1933
- The Keyhole, 1933
- The Kennel Murder Case, 1933
- Female, 1933
- Mandalay, 1934
- Jimmy the Gent, 1934
- The Key, 1934
- Black Fury, 1935
- Front Page Woman, 1935
- Blood kapitány (Captain Blood), 1935
- Halvajáró (The Walking Dead), 1936
- A könnyűlovasság / Balaklava (The Charge of the Light Brigade), 1936
- Stolen Holiday, 1937
- Kid Galahad, 1937
- The Perfect Specimen, 1937
- God Is Where You Find It, 1938
- Robin Hood kalandjai (The Adventures of Robin Hood), 1938
- Hajnali esküvő (Four's a Crowd), 1938
- Four Daughters 1938
- Mocskos arcú angyalok (Angels with Dirty Faces), 1938
- A holnap hősei (Dodge City), 1939
- Szerelem és vérpad (The Private Lives of Elizabeth and Essex), 1939
- Modern szimfónia (Four Wives), 1939
- Aranyváros (Virginia City), 1940
- Hét tenger ördöge (The Sea Hawk), 1940
- Santa Fe ösvény (Santa Fe Trail), 1940
- Tengeri farkas, 1941
- Zuhanó bombázó (Dive Bomber), 1941
- Captains of the Clouds, 1942
- Yankee Doodle Dandy, 1942
- Casablanca, 1942
- Mission to Moscow, 1943
- This is the Army, 1943
- Átkelés Marseille-be (Passage to Marseille), 1944
- Mildred Pierce, 1945
- Éjjel-nappal (Night and Day), 1946
- Élet apával (Life with Father), 1947
- The Unsuspected, 1947
- Flamingo Road, 1949
- The Lady takes a Sailor, 1949
- A trombitás fiatalember (Young Man with a Horn), 1950
- Bright Leaf, 1950
- The Breaking Point, 1950
- Force of Arms, 1951
- Jim Thorpe – All American, 1951
- I'll See You in My Dreams, 1951
- The Story of Will Rogers, 1952
- Trouble Along the Way, 1953
- Szinuhe (The Egyptian), 1954
- Fehér karácsony (White Christmas), 1954
- Nem vagyunk angyalok (We're No Angels), 1955
- The Vagabond King, 1956
- The Helen Morgan Story, 1957
- The Proud Rebel, 1958
- King Creole, 1958
- The Hangman, 1959
- The Man in the Net, 1959
- Huckleberry Finn kalandjai (The Adventures of Huckleberry Finn), 1960
- A Breath of Scandal, 1960
- Francis of Assisi, 1961
- The Comancheros, 1961

## Díjak, jelölések
- Oscar-díj
  - 1936 – jelölés: legjobb rendező (Blood kapitány)
  - 1939 – jelölés: legjobb rendező (Four Daughters és Angels with Dirty Faces)
  - 1943 – jelölés: legjobb rendező (Yankee Doodle Dandy)
  - 1944 – díj: legjobb rendező (Casablanca)